# بوب فان دن بوس
بوب فـان دن بوس هو كاتب العمود وكاتب وناشط حقوقي وسياسي هولندي، ولد في 19 ديسمبر 1947 في لاهاي في هولندا. نشط حزبياً في الديمقراطيون 66.

## مناصب
- انتخب نائب عن الجمعية البرلمانية لمجلس أوروبا  [لغات أخرى]‏ لترشحه ضمن قائمة هولندا، (3 أكتوبر 1994 – 21 سبتمبر 1998).
- في انتخابات البرلمان الأوروبي 1999، انتخب عضو في البرلمان الأوروبي عن دائرة هولندا (دائرة انتخابية للبرلمان الأوروبي) لترشحه ضمن قائمة الديمقراطيون 66، وقد انضم خلال فترته النيابية (20 يوليو 1999 – 19 يوليو 2004) للكتلة البرلمانية مجموعة حزب الديمقراطيين الليبراليين والإصلاحيين الأوروبيين [الإنجليزية]‏.
- انتخب عضو مجلس الشيوخ في هولندا ‏ (11 يونيو 1991 – 17 مايو 1994).
- انتخب عضو مجلس نواب هولندا  [لغات أخرى]‏.